# Hibiscus crassinervius
Hibiscus crassinervius är en malvaväxtart som beskrevs av Ferdinand von Hochstetter och Achille Richard. Hibiscus crassinervius ingår i Hibiskussläktet som ingår i familjen malvaväxter. Inga underarter finns listade i Catalogue of Life.